# Ingeborg Krummer-Schroth

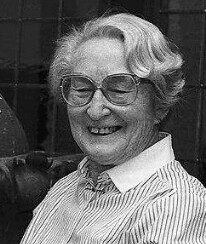
Ingeborg Krummer-Schroth (1987)

Ingeborg Krummer-Schroth, geborene Ingeborg Schroth, (* 2. Februar 1911 in Apolda; † 13. Juli 1998 in Freiburg im Breisgau) war eine deutsche Kunsthistorikerin.

## Leben
Ingeborg Schroth studierte Kunstgeschichte in München und Freiburg und wurde 1938 an der Universität Freiburg  mit der Schrift „Die Nachahmung des Griechischen“ durch die Berliner Baumeister der Goethe-Zeit zum Dr. phil. promoviert. Von Februar 1939 bis zu ihrer Pensionierung 1975 war sie am Augustinermuseum in Freiburg als wissenschaftliche Mitarbeiterin tätig.
Sie war eine Schülerin von Kurt Bauch (1897–1975) und Freundin von Elfride und Martin Heidegger, ebenfalls war sie mit der Schriftstellerin Gertrud Bäumer befreundet. Zuletzt war sie stellvertretende Leiterin des Augustinermuseums und hatte als Honorarprofessorin einen Lehrauftrag an der Universität Freiburg. Sie verantwortete zahlreiche Ausstellungen und richtete von 1960 bis 1961 das damalige Völkerkundemuseum Freiburg ein, das bis zu seiner 2006 erfolgten Schließung im Wesentlichen ihre Handschrift trug. Eines ihrer bekanntesten Bücher ist Glasmalereien aus dem Freiburger Münster (1967).

## Ehrungen
- 1983: Verdienstkreuz am Bande der Bundesrepublik Deutschland
- Auf dem ehemaligen Güterbahnhofsgelände in Freiburg wurde eine Straße nach Krummer-Schroth benannt.[1]

## Veröffentlichungen (Auswahl)
- Kunst in Freiburg. Ein Münster- und Stadtführer. Rombach, Freiburg im Breisgau 1961.
- Glasmalereien aus dem Freiburger Münster. 1967.
- Bilder aus der Geschichte Freiburgs. Schillinger, Freiburg im Breisgau 1970. ISBN 3-921340-01-2.
- Oberrheinisches Mosaik. Bilder aus einer gesegneten Landschaft. Der südliche Teil. Fotografien: Leif Geiges, Schilliger, Freiburg im Breisgau 1973.
- Oberrheinisches Mosaik. Bilder aus einer gesegneten Landschaft. Der nördliche Teil. Fotografien: Leif Geiges, Schilliger, Freiburg im Breisgau 1975.
- Alte Handwerkskunst und Gewerbe im Schwarzwald. Schillinger, Freiburg im Breisgau 1976. ISBN 3-921340-19-5.
- Johann Christian Wentzinger. Bildhauer, Maler, Architekt (1710–1797). Schillinger, Freiburg im Breisgau 1987. ISBN 3-89155-058-8.